# 南坡县
南坡县是越南奠边省下辖的一个县。面积1498平方公里，2012年总人口45080人。

## 地理
南坡县东接孟查县，西北接芒㖇县，西和南接老挝，北接莱州省南颜县。

## 历史
2006年3月21日，芒㖇县那喜社析置那科社、那棒社，茶亢社析置巴苹社。
2006年11月14日，孟查县辛巴坪社和茶那社析置坪湖社，茶梓社析置南巾社。
2009年4月16日，芒㖇县广林社析置那姑沙社。
2012年8月25日，以芒㖇县巴苹社、茶亢社、那科社、那棒社、那喜社、那姑沙社、南信社、南如社、南注社、黄石社10社和孟查县茶梓社、南巾社、茶那社、辛巴坪社、坪湖社5社析置南坡县。

## 行政区划
南坡县下辖15社，县莅那喜社。
- 茶亢社（Xã Chà Cang）
- 茶那社（Xã Chà Nưa）
- 茶梓社（Xã Chà Tở）
- 那姑沙社（Xã Na Cô Sa）
- 那棒社（Xã Nà Bủng）
- 那喜社（Xã Nà Hỳ）
- 那科社（Xã Nà Khoa）
- 南注社（Xã Nậm Chua）
- 南巾社（Xã Nậm Khăn）
- 南如社（Xã Nậm Nhừ）
- 南信社（Xã Nậm Tin）
- 巴苹社（Xã Pa Tần）
- 坪湖社（Xã Phìn Hồ）
- 辛巴坪社（Xã Si Pa Phìn）
- 黄石社（Xã Vàng Đán）